# Nodulisporium didymosporum
Nodulisporium didymosporum är en svampart som beskrevs av Nicot 1956. Nodulisporium didymosporum ingår i släktet Nodulisporium och familjen kolkärnsvampar.   Inga underarter finns listade i Catalogue of Life.